# Eustenancistrocerus spinosus
Eustenancistrocerus spinosus är en stekelart som beskrevs av Gusenleitner 1998. Eustenancistrocerus spinosus ingår i släktet Eustenancistrocerus och familjen Eumenidae. Inga underarter finns listade i Catalogue of Life.